# Сборная Багамских Островов по нетболу
Сборная Багамских Островов по нетболу представляет Багамские Острова на международных соревнованиях по нетболу. Управляющим органом является Федерация нетбола Багамских Островов (англ. Bahamas Netball Federation).
По состоянию на 25 июля 2024, сборная Багамских Островов по нетболу занимает 48-е место в мировом рейтинге сборных по нетболу.

## Результаты выступлений

### Чемпионаты мира
| Год        | Место          | Игры           | Победы         | Ничьи          | Поражения      |
| ---------- | -------------- | -------------- | -------------- | -------------- | -------------- |
| 1963—1967  | не участвовали | не участвовали | не участвовали | не участвовали | не участвовали |
| 1971       | 9              | 8              | 0              | 0              | 8              |
| 1975       | не участвовали | не участвовали | не участвовали | не участвовали | не участвовали |
| 1979       | 18             | 11             | 1              | 1              | 9              |
| 1983—н. в. | не участвовали | не участвовали | не участвовали | не участвовали | не участвовали |